# Keserwan

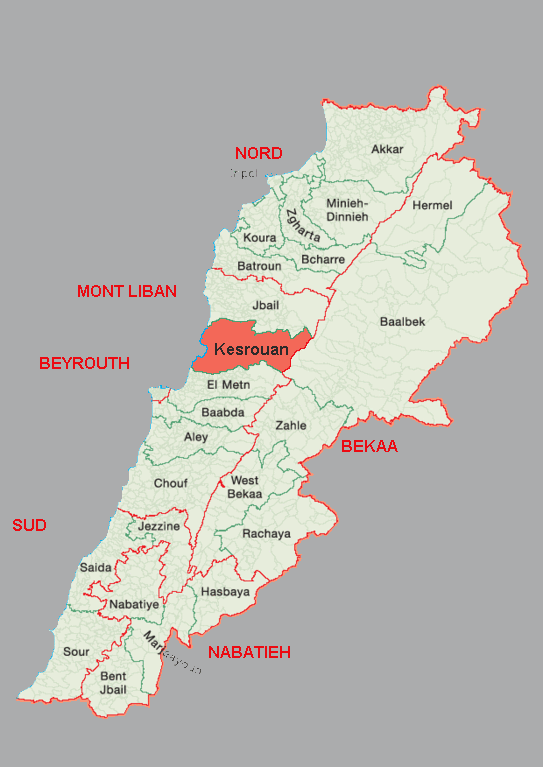
Mapa mostrando Keserwan em destaque.

Keserwan (também chamado Keserwèn ou Kesrouan) (كسروان, em árabe) é um distrito libanês localizado na província de Monte Líbano, à nordeste da capital do país, Beirute. A capital do distrito é a cidade de Jounieh.

## Localidades
- Aintoura
- Ain Al Rihaneh
- Aintoura
- Ajaltoun
- Ashqout
- Bkerké
- Ballouneh
- Batha
- Bzoummar
- Daraya
- Daroun
- Faitroun
- Faraya
- Ghosta
- Harissa
- Hrajel
- Jeita
- Jounieh
- Kfardebian
- Kleiat
- Mayrouba
- Rayfoun
- Safra
- Shaileh
- Tabarja
- Zouk Mikael
- Zouk Mosbeh